# Anna Pniowsky
Anna Pniowsky (Winnipeg, 4 settembre 2006) è un'attrice canadese.

## Biografia
Inizia la carriera giovanissima; esordisce all'età di 7 anni partecipando al film TV La grande sfida di Gabby (The Gabby Douglas Story) del 2014; negli anni seguenti fa parte del cast di alcune serie TV americane, ed emerge all'attenzione del grande pubblico grazie al ruolo interpretato nel film Light of My Life del 2019, diretto da Casey Affleck.

## Filmografia

### Cinema
- He's Out There, regia di Quinn Lasher (2018)
- Judy Small, regia di William Teitler (2018)
- Light of My Life, regia di Casey Affleck (2019)

### Televisione
- La grande sfida di Gabby, regia di Gregg Champion (2014)
- Wait Till Helen Comes, regia di Dominic James (2016)
- Pen15, 1ª stagione, 10 episodi (2018)
- The Hot Zone, 1ª stagione, 6 episodi (2019)